# Pobori
Pobori (cyr. Побори) – wieś w Czarnogórze, w gminie Budva. W 2011 roku liczyła 30 mieszkańców.